# Salto al color
Salto al color es el octavo álbum de estudio de la banda española Amaral. Las canciones fueron compuestas por Eva Amaral y Juan Aguirre, excepto "Ondas Do Mar De Vigo", que fue compuesta por Martin Códax. Eva Amaral, que canta y toca la guitarra, y Juan Aguirre, que toca guitarras acústicas, eléctricas y portuguesas, se hicieron cargo de la producción. La programación fue de Eva Amaral, Juan Aguirre, Amit Kewalramani y Pablo Gareta. Tomás Virgós toca el teclado y el piano, mientras que Chris Taylor y Ricardo Esteban tocan el banjo. La percusión es de Tino di Geraldo y Álex Moreno, el último de los cuales también toca la batería. El álbum también presenta una orquesta de cuerdas, que fue grabada en Angel Recording Studios en Londres.
Es el tercer álbum publicado bajo el sello creado por el dúo, Discos Antártida. Fue lanzado el 6 de septiembre de 2019 e incluye 13 pistas. En la semana de su lanzamiento, alcanzó el número uno en la lista de álbumes en español.

## Listas de canciones
| N.º | Título                    | Duración |  |
| 1.  | «Ondas Do Mar De Vigo»    | 1:52     |  |
| 2.  | «Mares Igual Que Tú»      | 3:39     |  |
| 3.  | «Señales»                 | 3:05     |  |
| 4.  | «Nuestro Tiempo»          | 3:13     |  |
| 5.  | «Bien Alta La Mirada»     | 3:03     |  |
| 6.  | «Peces de Colores»        | 2:55     |  |
| 7.  | «Tambores de la Rebelión» | 2:55     |  |
| 8.  | «Soledad»                 | 3:13     |  |
| 9.  | «Juguetes Rotos»          | 3:38     |  |
| 10. | «Ruido»                   | 2:49     |  |
| 11. | «Lluvia»                  | 3:25     |  |
| 12. | «Entre la Multitud»       | 3:45     |  |
| 13. | «Halconera»               | 2:26     |  |

## Lista de ventas
| Lista(2019)         | Mayor posición |
| ------------------- | -------------- |
| España (PROMUSICAE) | 1              |